# インターナショナル・ブラザーフッド・オブ・マジシャンズ
インターナショナル・ブラザーフッド・オブ・マジシャンズ (International Brotherhood of Magicians, I.B.M.)は、プロとアマチュアのクロースアップ・マジックやステージ・マジックを行うマジシャンのための国際的な組織である。世界中に約15,000人の会員がいる。本部はアメリカ合衆国ミズーリ州セントチャールズにある。その支部は「リング」(Ring)と呼ばれ、世界30か国以上に300以上のリングがあり、主にアメリカとカナダの都市に集中している。月刊誌『リンキング・リング』(The Linking Ring)を発行しており、トリック、マジック界のショーやイベントの取材、マジシャンへのインタビューなどを掲載している。

## 歴史
1922年2月10日に、カナダのマニトバ州ウィニペグで、マニトバ州トランスコーナ（現在はウィニペグの一部）のレン・ヴィンタス（本名メルビン・ジャスタス・ギブン・マクマレン）、ニューヨーク州バッファローのジーン・ゴードン（別名ゴードン・エイブリー）やドン・ロジャース（別名アーネスト・シールジ）によって設立された。アメリカのアメリカマジシャン協会(SAM)やイギリスのザ・マジック・サークルなどの初期のマジッククラブとは異なり、マジッククラブの会合に出席できない大都市以外に住むマジシャンたちが、郵便で連絡を取り合って始めたのがI.B.M.である。
ジーン・ゴードンはニューヨーク州ロチェスターに最初の支部である「リング1」を設立した。このときのリング1は後に解散し、その後、ミズーリ州セントルイスに設立された支部が、空いていた「リング1」の名称を引き継いだ。ロチェスターには別の新たな支部「リング4」が設立された。
I.B.M,は毎年6月か7月に年次大会を開催している。SAMやザ・マジックサークルは1905年に大会を開催していたが、I.B.M.は1926年6月9-10日にオハイオ州ケントンで世界初のマジックコンベンションを開催した。

## 組織
本部には国際会長(International President)が置かれ、1937年以来、選挙を毎年行っている。
世界各地に、その地域を管轄する支部であるリング(Ring)が設置されている。初期に設立されたリングには、設立された順番によって番号がつけられている。リングには、地域副会長(Territorial Vice President)が置かれる。地域副会長はリングを統括し、他のリングの地域副会長との調整を行う。

## 会員
プロ・アマを問わず全てのマジシャンおよびマジック用具を収集している人は入会資格がある。正会員は18歳以上、ユース会員は7歳から17歳までとなっている。正会員は2年以上、ユース会員は1年以上、マジックに関わっている必要がある。

## 大会
I.B.M.では毎年7月4日ごろの週末に大会を開催している。3年ごとに、I.B.M.ではアメリカマジシャン協会(SAM)との合同大会を開催している。